# Camille Doncieux

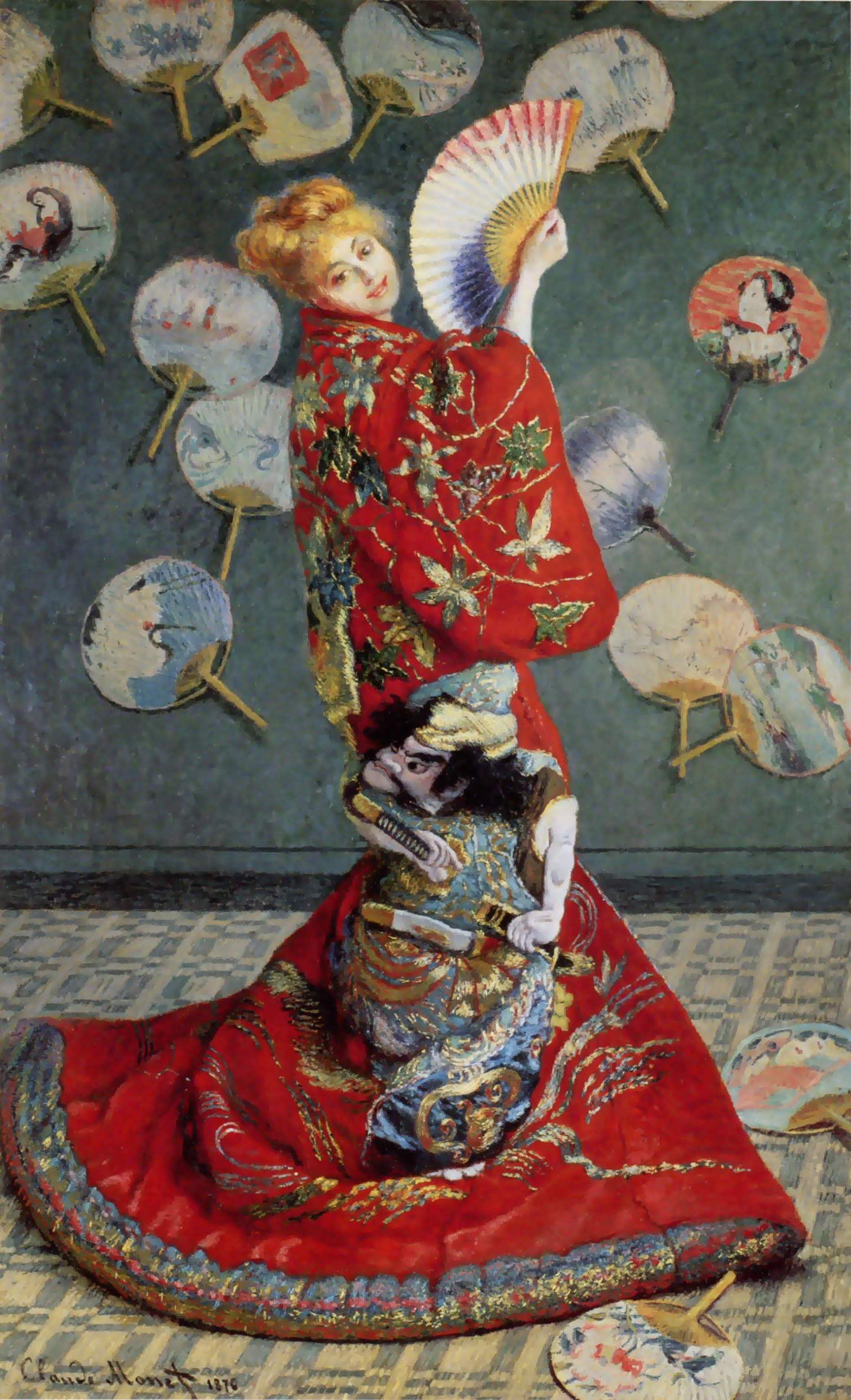
Claude Monet : La Japonaise, portrait de Madame Monet en kimono.

Camille Léonie Doncieux, née le 15 janvier 1847 à Lyon et morte le 5 septembre 1879 à Vétheuil, est un modèle français.
Elle est le modèle favori et la première épouse de Claude Monet. Elle tient une place toute particulière dans son œuvre et se trouve représentée dans un grand nombre de ses toiles jusqu'à sa mort. Elle a également posé pour Auguste Renoir ou Édouard Manet.

## Biographie
D'origine assez modeste, même si son père était « dans les affaires », Camille Doncieux naît à Lyon le 15 janvier 1847. Arrivée à Paris, elle y travaille comme modèle, avant de rencontrer Claude Monet en mars 1865. Ils entament peu après une relation sérieuse, et vivent ensemble à partir de 1867. Cette vie commune fait l'objet de vives critiques de la part de la famille du peintre, surtout lorsque Camille attend un enfant.
Camille Doncieux et Claude Monet ne se marient qu'en 1870. Cinq ans plus tard, Camille découvre qu'elle est atteinte d'une tumeur de l'utérus. Le couple a néanmoins deux fils : Jean Monet (1867-1914), et Michel Monet (né en 1878, décédé accidentellement en 1966), qui ne laisseront pas de postérité.
La naissance de ce second enfant fragilise encore plus la jeune femme. Alice Hoschedé, alors maîtresse de Monet et qui deviendra sa seconde épouse, soigne Camille pendant la maladie qui l'affecte durant un an et demi. Monet exécute un dernier portrait d'elle intitulé Camille sur son lit de mort, dont il parlera plus tard à Georges Clemenceau. Camille Doncieux meurt le 5 septembre 1879, à l'âge de 32 ans.

## Modèle favori de Claude Monet
L'une des premières toiles que Claude Monet réalise d'elle est un portrait en pied, La Femme en robe verte, qu'il présente au Salon de 1866 sous le nom de Camille ; la toile fait l'objet de beaucoup d'admiration, voire d'un « énorme succès », et obtient d'ailleurs la médaille d'argent. Elle est ensuite achetée par Arsène Houssaye pour la somme de 800 francs. L'un des ardents partisans de cette toile n'est autre qu'Émile Zola, qui écrit dans L'Événement du 11 mai : 

« J'avoue que la toile qui m'a le plus longtemps arrêté est la Camille de M. Monet. [...] Je venais de parcourir ces salles si froides et si vides, [...] lorsque j'ai aperçu cette femme, traînant sa longue robe et s'enfonçant dans le mur, comme s'il y avait un trou. Vous ne sauriez croire combien il est bon d'admirer un peu, lorsqu'on est fatigué de rire et de hausser les épaules. »

C'est elle que l'on voit dans le célèbre tableau de Monet, La Capeline rouge, réalisé aux alentours de 1873, dont le peintre ne se séparera pas jusqu'à sa mort, en 1926.
Elle est aussi présente lorsque Claude Monet participe au mouvement du japonisme, en grand admirateur qu'il était de l'art japonais, grand collectionneur également, comme le montre sa collection d’estampes ukiyo-e conservée à Giverny. C'est elle en effet qui pose pour l'un des tableaux les plus notoires de ce mouvement, La Japonaise.
C'est elle également qui apparaît souvent dans les couples peints par Claude Monet, fréquemment associée avec le peintre Bazille, avec qui elle pose pour son mari.
Edward Lucie-Smith a souligné l'importance de sa présence dans certaines compositions, comme Les Femmes au jardin, de 1866-1867, ou Le Déjeuner de 1868, où il soutient que les quatre femmes apparaissant dans la première de ces toiles, comme les deux autres qui apparaissent dans la seconde, sont toutes des variations inspirées par Camille Doncieux. Celle-ci figure également dans Le Déjeuner sur l'herbe.
Elle tient d'ailleurs une place toute particulière, dans l'œuvre d'un peintre essentiellement considéré pour ses paysages et sa représentation de la nature, comme dans Printemps (1872), ou Dans la prairie (1876). Car après sa mort, si Monet continue à peindre quelques personnages, en particulier ses enfants, dans des tableaux tels que La Barque à Giverny (1887) ou Le Jardin de l'artiste à Vétheuil (1880), plus jamais ces personnages n'apparaîtront avec la même importance, ni n'obtiendront le même intérêt de la part de l'artiste.
En effet, après la disparition de son modèle bien-aimé, la représentation du paysage prend le pas chez Claude Monet, et les personnages qui apparaissent encore dans ses toiles se trouvent là avant tout pour servir de contrepoint au paysage, plutôt qu'en tant que sujet principal.

Camille Doncieux peinte par Claude Monet
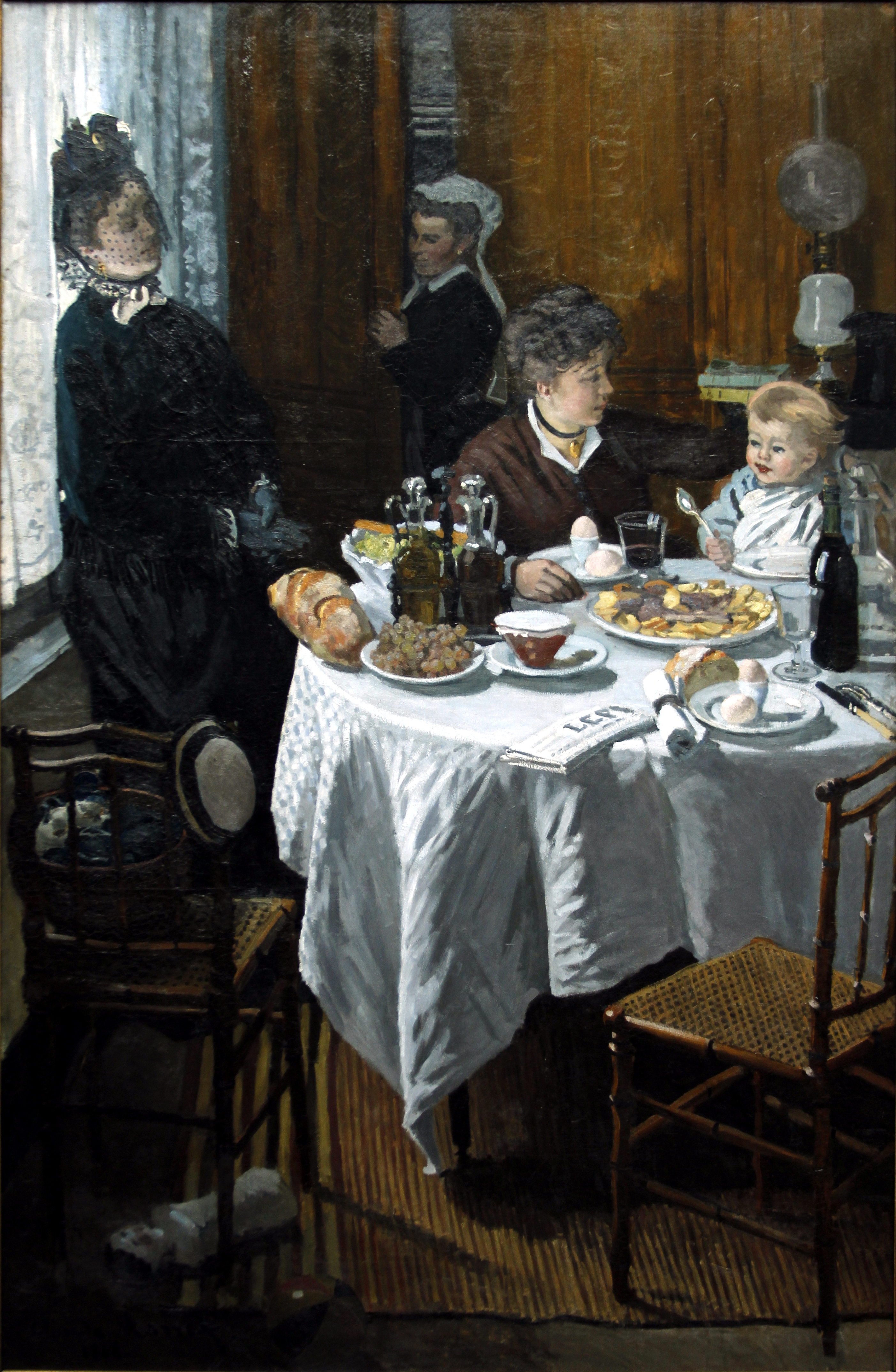
Le Déjeuner
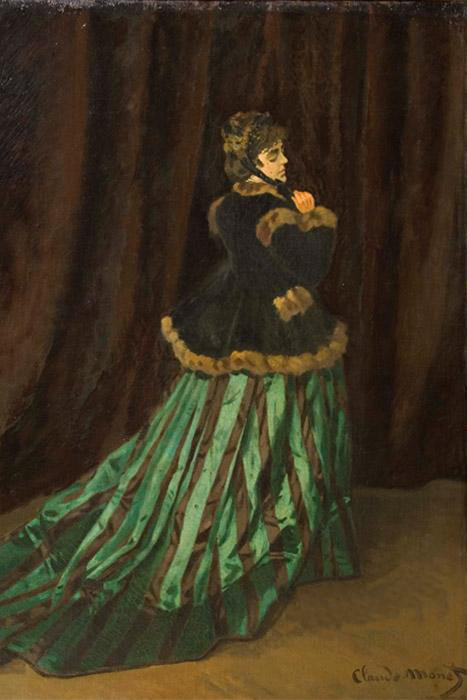
La Femme à la robe verte (1866) initialement nommé Camille
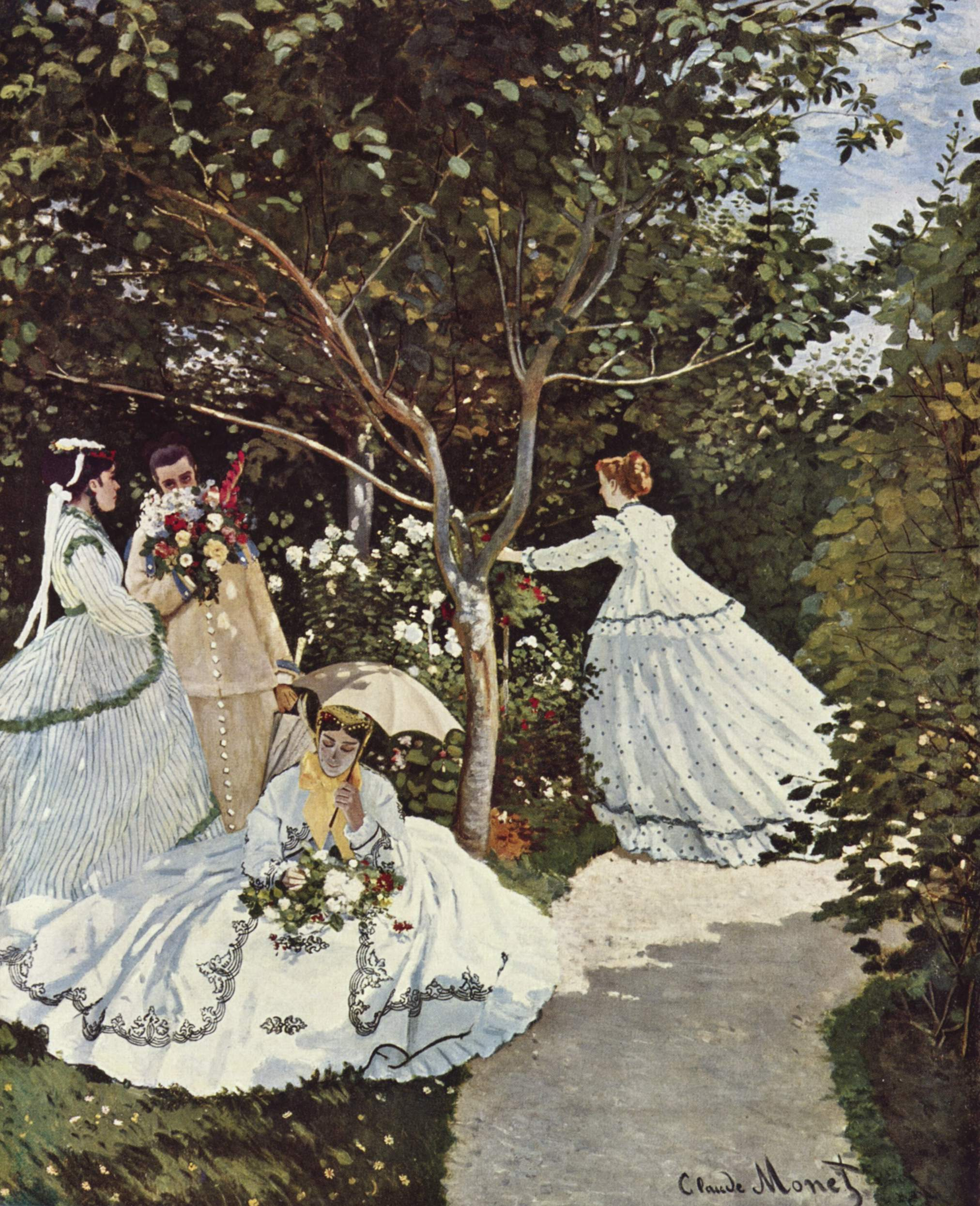
Femmes au jardin quatre portraits de Camille Doncieux ?
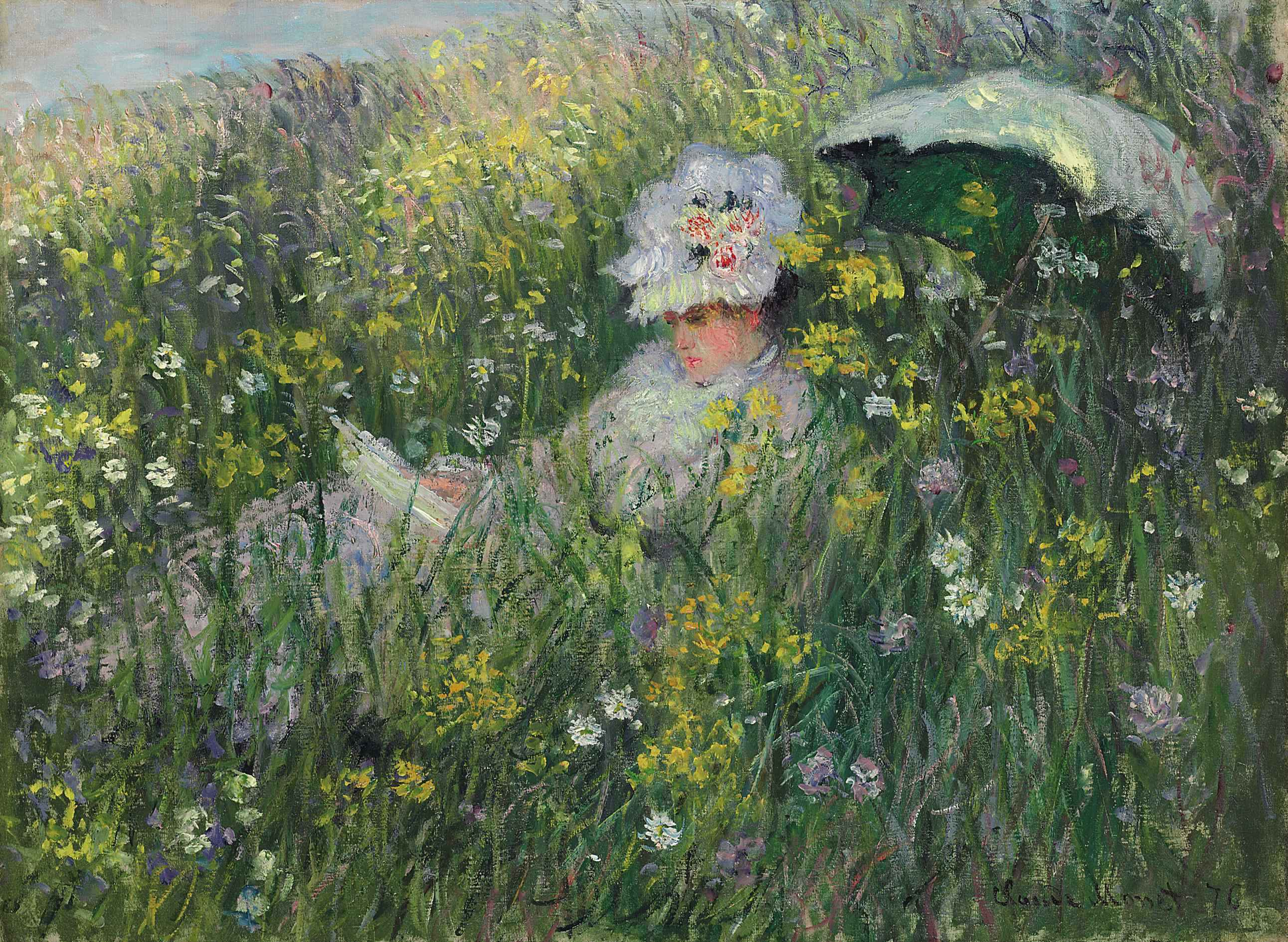
Dans la prairie (1876)
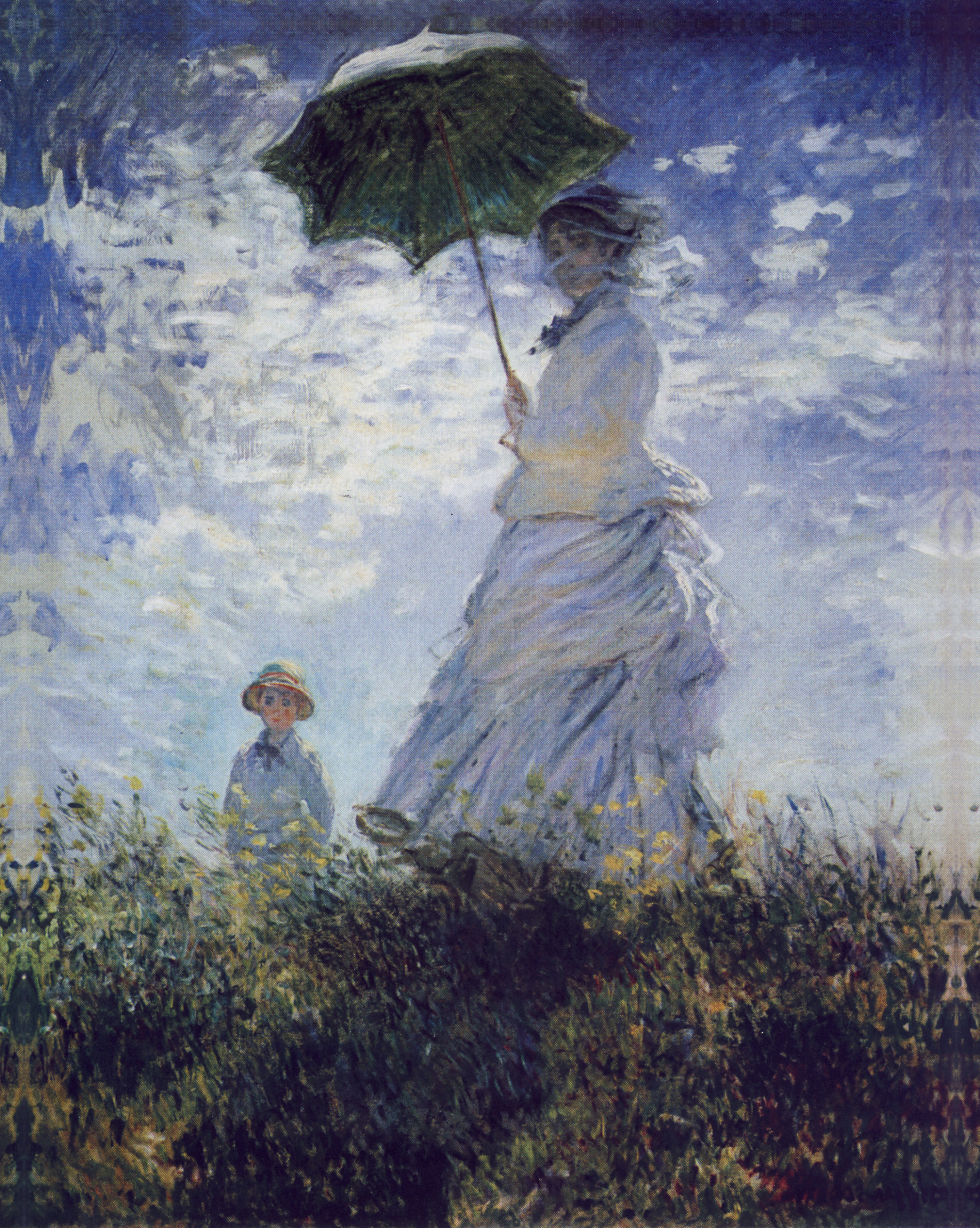
Camille Doncieux et son fils (1875)
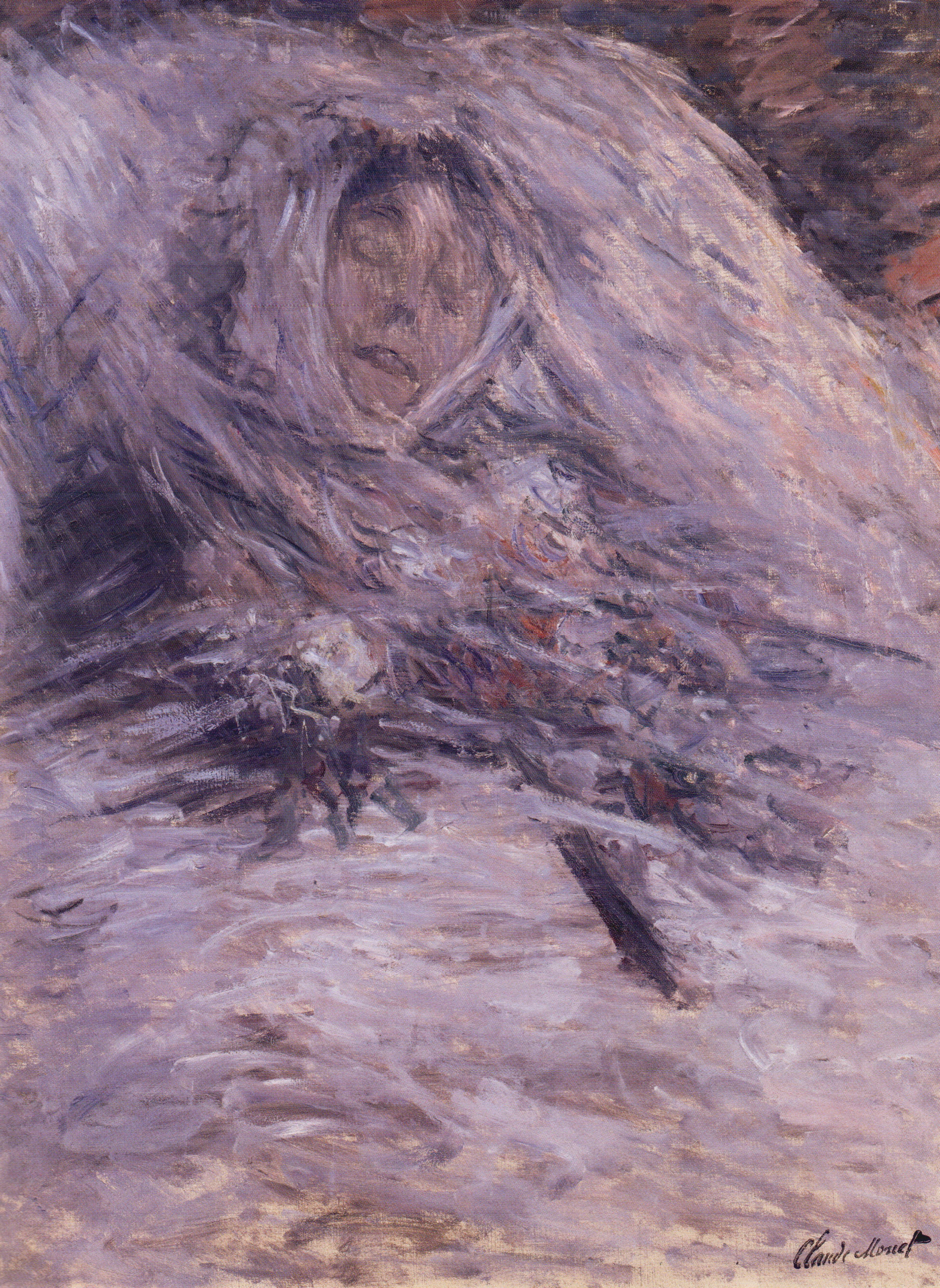
Camille sur son lit de mort (1879)

## Modèle de Renoir et de Manet
Outre son rôle essentiel dans l'œuvre de Monet, Camille Doncieux pose également pour Auguste Renoir et pour Édouard Manet.
On la voit ainsi dans le tableau de ce dernier, La Famille Monet dans leur jardin à Argenteuil (1874). Renoir raconte plus tard comment il est arrivé chez Monet, alors que Manet venait de commencer le tableau. Et Renoir ajoute « Pouvez-vous imaginer que je manque pareille occasion, avec tous les modèles qui se trouvaient là ? ». C'est ainsi que Renoir enrichit la série des portraits de Camille Doncieux de son propre tableau, Madame Monet et son fils, en 1874.
Mais Camille Doncieux apparaît dans bien d'autres œuvres de Renoir, comme Camille Monet lisant (1873), ainsi que dans celles de Manet, telles que Claude Monet peignant sur son bateau-atelier (1874).

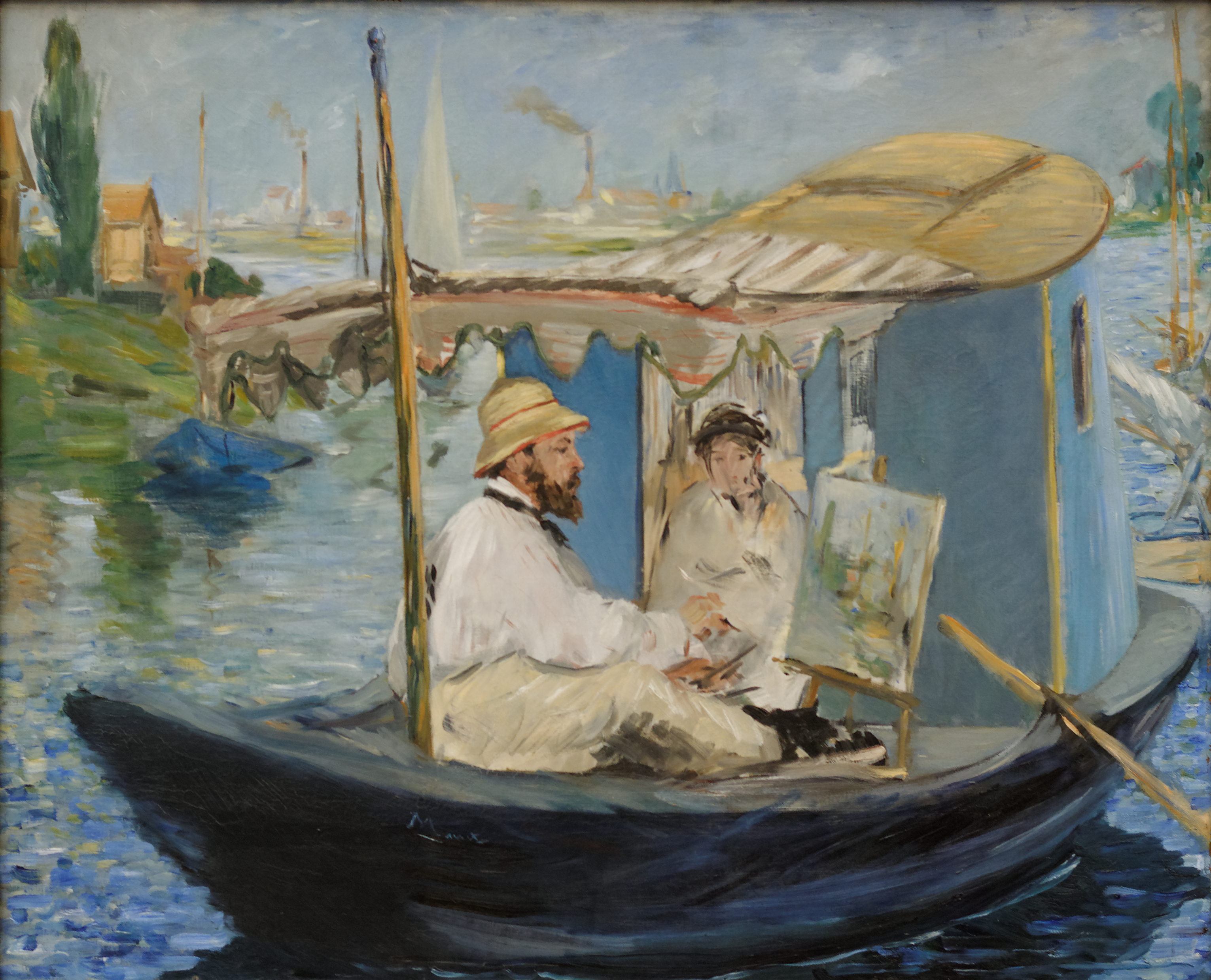
Monet peignant sur son bateau-atelier, Édouard Manet.
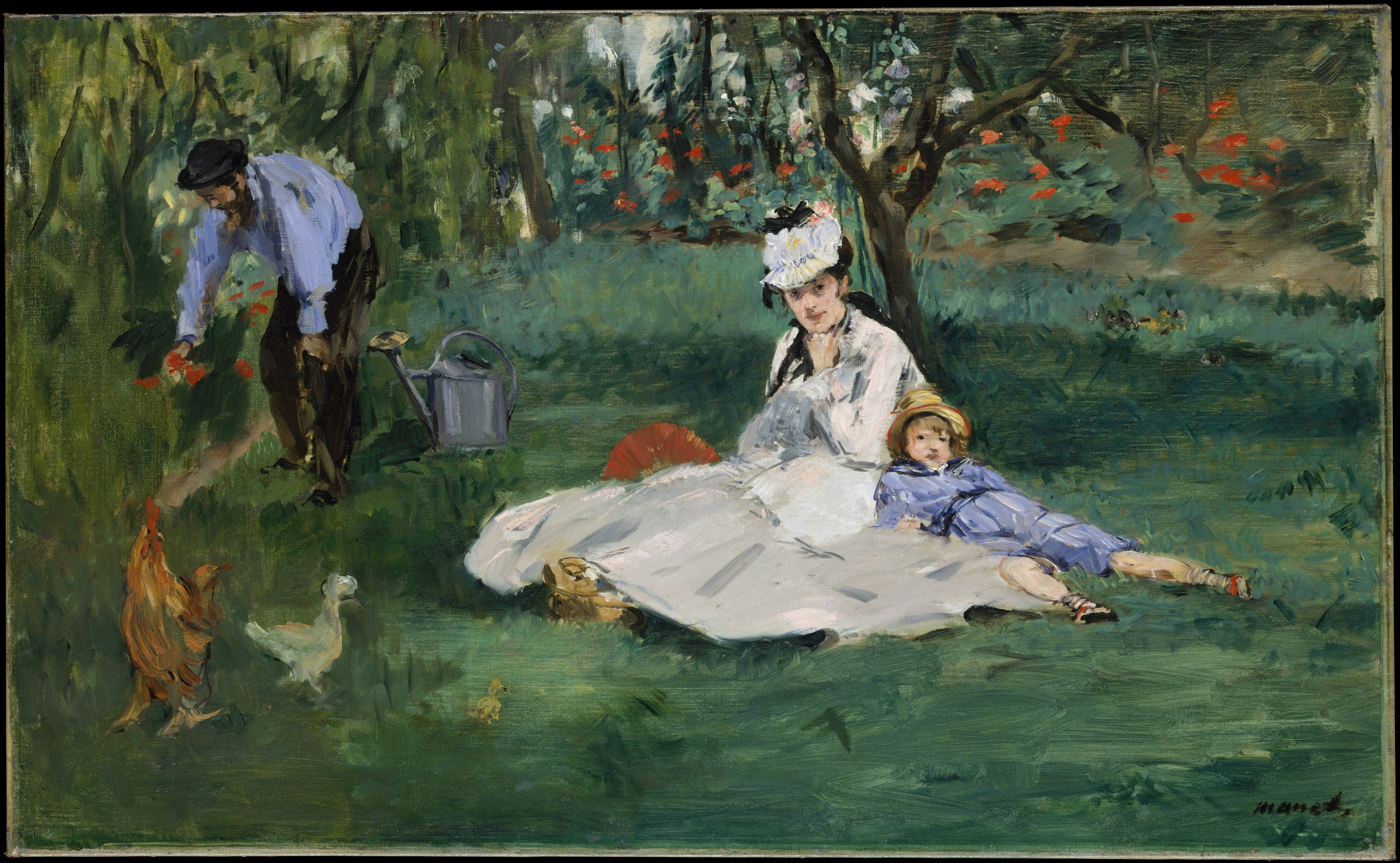
La Famille Monet dans leur jardin à Argenteuil, Édouard Manet.
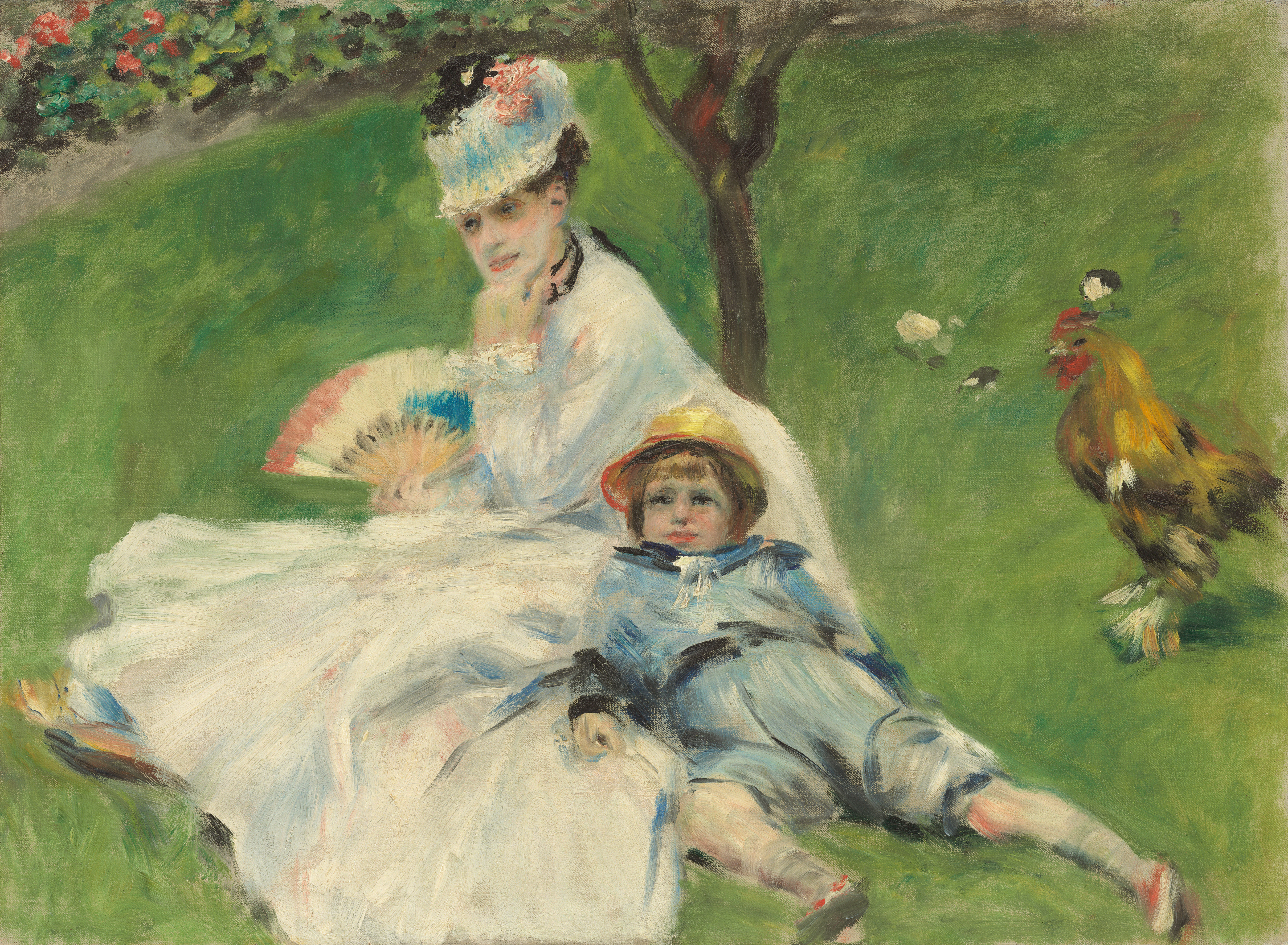
Madame Monet et son fils (1874), qui fait écho au tableau de Manet. Pierre-Auguste Renoir
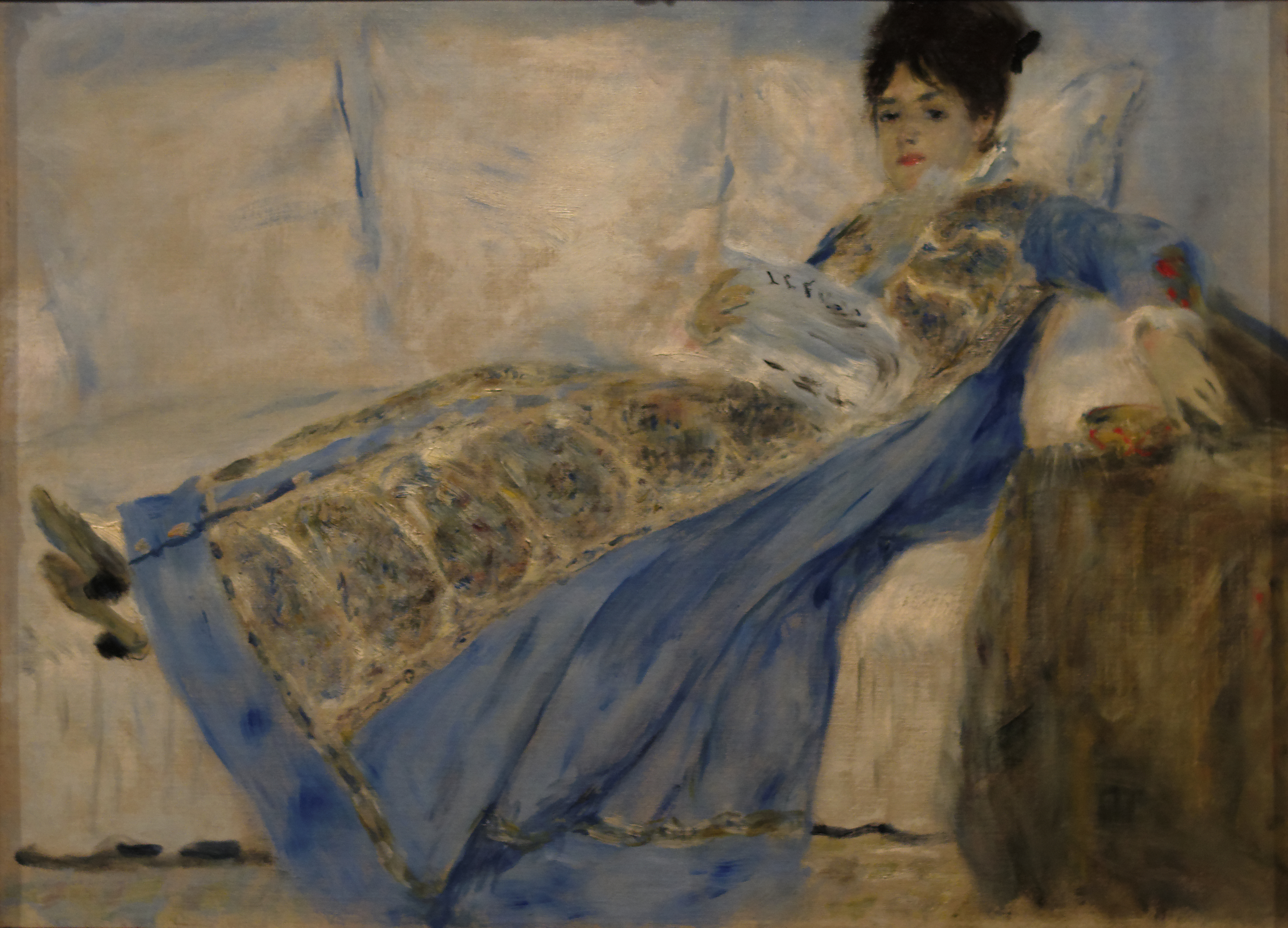
Camille Doncieux lisant Le Figaro, Pierre-Auguste Renoir (ca 1872-1874).

## Destruction des sources concernant Camille Doncieux
Au-delà des tableaux où elle figure, on sait bien peu de choses aujourd'hui sur Camille Doncieux. En effet, à la demande de sa seconde épouse, Alice Hoschedé, Claude Monet accepte de détruire toute la correspondance de sa première femme, envoyée ou reçue, les photos où elle figure, ainsi que tout document qui aurait pu éclairer les relations de la jeune femme avec sa famille d'origine. Seule échappe à cette rage jalouse et destructrice une unique photographie de Camille Doncieux, prise en Hollande en 1871 et conservée dans une collection privée, dont Alice Hoschedé ignorait manifestement l'existence,.